# 세륭
세륭(世隆, 844년 ~ 877년)은 859년부터 사망한 877년까지 남조국의 제12대 군주이자 대예(大禮)의 초대 황제이다. 전대 군주 권풍우의 아들이다.